# احمد معضد
احمد معضد (انگلیسی: Ahmed Ali Moadhed؛ زادهٔ ۱۳ دسامبر ۱۹۸۰) بازیکن فوتبال اهل امارات متحده عربی است.